# Bólkhov
|  | No s'ha de confondre amb Vólkhov. |

Bólkhov (en rus Болхов) és una ciutat de l'óblast d'Oriol, a Rússia. Es troba a la vora del riu Nougr, un afluent de l'Okà, a 54 km al sud d'Oriol.

## Història
Bólkhov existeix ja al segle xiii després de la invasió mongola de Rússia. Fou la seu d'una dinastia de prínceps locals, la descendència dels quals va continuar fins al segle xix. El segle xvi, Bólkhov va esdevenir una de les ciutats fortificades que defensaven el sud de Moscou contra els tàtars. Fou a Bólkhov on l'exèrcit del tsar Vassili IV fou derrotat pel de Dimitri II el Fals el 1608. Finalment va aconseguir l'estatus de ciutat el 1778.

## Demografia
| 1897   | 1926   | 1939   | 1959   | 1970   | 1979   | 1989   | 2002   | 2007   | 2010   |
| ------ | ------ | ------ | ------ | ------ | ------ | ------ | ------ | ------ | ------ |
| 20 703 | 17 500 | 12 700 | 11 300 | 13 300 | 13 000 | 13 100 | 12 148 | 12 300 | 11 421 |